# Keystone LB-6
Le Keystone LB-6 est un bombardier léger conçu dans les années 1920 et utilisé par l'USAAC. C'est un biplan bimoteur dérivé du Keystone LB-5 et qui dispose d'ailes plus grandes et de moteurs plus puissants. Il peut emporter plus d'une tonne de bombes.